# Echoes (canción de Klaxons)
"Echoes" es una canción de la banda británica de Indie rock Klaxons, perteneciente a su segundo álbum de estudio, Surfing the Void. Es la primera canción del álbum y fue lanzada por la discográfica Polydor para descarga digital el 15 de agosto de 2010, siguiendo con un vinilo y un CD lanzados el día siguiente. La canción fue añadida a la lista de reproducción de la BBC Radio 1 en julio de 2010. La portada del sencillo fue tomada por el fotógrafo Ben Rayner. La canción aparece en el juego Need for Speed: Hot Pursuit del 2010 junto con la canción del mismo álbum "Twin Flames".

## Video musical
Un video musical fue realizado para acompañar el lanzamiento de "Echoes" el cual se estrenó en Channel 4 a las 12:25 a. m. del 17 de julio de 2010 como una exclusiva del programa 4Music. El video fue publicado un día después en el canal de YouTube del sello discográfico de la banda. El video muestra a la banda interpretando la canción en el desierto blanco en la depresión de Farfara, en Egipto.

## Lista de canciones
- CD

| N.º | Título          | Duración |  |
| 1.  | «Echoes»        | 3:52     |  |
| 2.  | «Sorcerer City» | 3:09     |  |

- 7"

| N.º | Título    | Duración |  |
| 1.  | «Echoes»  | 3:52     |  |
| 2.  | «Birdman» | 3:17     |  |

## Listas
| Chart (2010)                                | Posición |
| ------------------------------------------- | -------- |
| Australia (ARIA)                            | 95       |
| Bélgica (Flandes) (Ultratip Bubbling Under) | 22       |
| Bélgica (Valonia) (Ultratip Bubbling Under) | 20       |
| Reino Unido (Official Charts Company)       | 55       |

## Lanzamientos
| Región      | Fecha                | Formato          |
| ----------- | -------------------- | ---------------- |
| Reino Unido | 15 de agosto de 10   | Descarga digital |
| Reino Unido | 16 de agosto de 2010 | CD               |
| Reino Unido | 16 de agosto de 2010 | Vinilo           |